# Cifoscoliosi
La cifoscoliosi és una malaltia en la qual la columna vertebral presenta una curvatura anormal, vista tant des d'un plànol frontal com des d'un sagital. És una combinació de la cifosi i l'escoliosi.

## Tractament
- Els aparells ortopèdics per a esquenes poden controlar deformitats moderades.
- A Alemanya existeix un tractament estàndard per la cifoscoliosi, que a més a més serveix per a l'escoliosi i la cifosi, conegut com el mètode de Schroth de teràpia física.[1]
- En alguns casos s'intenta corregir o reduir el creixement de la patologia mitjançant cirurgies.
- Els pacients d'hipoxemia que a part d'aquesta pateixen cifoscoliosi poden necessitar oxigen extra.